# Alfred Eugen Ott
Alfred Eugen Ott (* 29. Oktober 1929 in Kassel; † 30. Mai 1994) war ein deutscher Wirtschaftswissenschaftler.

## Leben
Nach dem Abitur am Kurfürst-Friedrich Gymnasium in Heidelberg 1948 studierte er an der Universität Heidelberg Volkswirtschaftslehre (1952 Diplom-Volkswirt). Nach der Promotion 1954 zum Dr. rer. pol. war er ab 1955 wissenschaftlicher Assistent bei Erich Preiser. Nach der Habilitation an der Universität München 1958 (venia legendi für Volkswirtschaftslehre) lehrte er von 1959 bis 1960 als Privatdozent mit Vergütung an der Universität München. Ab 1960 war er ordentlicher Professor der Volkswirtschaftslehre an der Universität des Saarlandes in Saarbrücken und ab Oktober 1963 an der Universität Tübingen. 1992 erhielt er das Bundesverdienstkreuz I. Klasse.
Ott beschäftigte sich in seinen Veröffentlichungen vor allem mit der Preistheorie.
Zu seinen Schülern zählen Tycho Seitz, Dietrich Lüdeke, Helmut Maneval, Karl Heinrich Oppenländer, Wolfgang J. Mückl, Adolf Wagner, Helge Majer, Susanne Wied-Nebbeling, Helmut  Gschwendtner, Ingrid Größl-Gschwendtner, Jürgen Volkert und Rainer Stöttner.

## Schriften (Auswahl)
- Marktform und Verhaltensweise. G. Fischer, Stuttgart 1959 (Habilitationsschrift Universität München).
- Einführung in die dynamische Wirtschaftstheorie (= Grundriss der Sozialwissenschaft. Ergänzungsband 1). Vandenhoeck & Ruprecht, Göttingen 1963 (2. Aufl. 1970).
- (Hrsg.): Preistheorie (= Neue wissenschaftliche Bibliothek, Bd. 1). Kiepenheuer & Witsch, Köln 1965 (3. Aufl. 1968).
- Vertikale Preisbildung und Preisbindung (= Grundriss der Sozialwissenschaft. Ergänzungsband 2). Vandenhoeck & Ruprecht, Göttingen 1966.
- Grundzüge der Preistheorie (= Grundriss der Sozialwissenschaft, Bd. 25). Vandenhoeck & Ruprecht, Göttingen 1968 (Neudruck, 3. Aufl. 1997).
- Preistheorie. Eine Einführung. Wissenschaftliche Buchgesellschaft, Darmstadt 1978, ISBN 3-534-07402-5.
- (Hrsg.): Die Wirtschaft des Landes Baden-Württemberg (= Schriften zur politischen Landeskunde Baden-Württembergs, Bd. 7). Kohlhammer, Stuttgart 1983, ISBN 3-17-007953-0.
- mit Harald Winkel: Geschichte der theoretischen Volkswirtschaftslehre (= Grundriss der Sozialwissenschaft, Bd. 31). Vandenhoeck & Ruprecht, Göttingen 1985, ISBN 3-525-10525-8.
- Wirtschaftstheorie. Eine erste Einführung. Vandenhoeck & Ruprecht, Göttingen 1989, ISBN 3-525-13185-2 (2. Aufl. 1992).
- (Hrsg.): Politik für die ländlichen Räume Europas. Das Beispiel Baden-Württemberg (= Tübinger volkswirtschaftliche Schriften, Bd. 2). Francke, Tübingen 1991, ISBN 3-7720-1932-3.
- (Hrsg.): Probleme der unvollkommenen Konkurrenz (= Tübinger volkswirtschaftliche Schriften, Bd. 7). Francke, Tübingen 1994, ISBN 3-7720-1937-4.
- Preisbildung, technischer Fortschritt und wirtschaftliches Wachstum. Ausgewählte Schriften. Vandenhoeck & Ruprecht, Göttingen 1996, ISBN 3-525-13230-1.